# Euronext Paris
Euronext Paris (före detta Paris Bourse) är en börs som gick ihop med börserna i Amsterdam, Lissabon och Bryssel för att bilda Euronext, vilken är det näst största börsoperatören i Europa, efter London Stock Exchange. Euronext blev senare uppköpt av New York Stock Exchange (NYSE).